# مبادرة الصحة النسائية

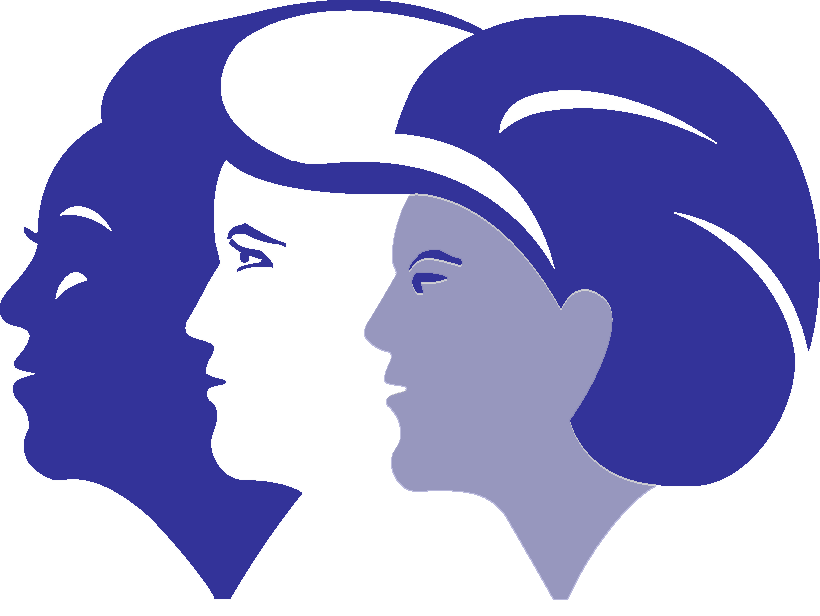
شعار مبادرة الصحة النسائية

مبادرة الصحة النسائية أطلقت معاهد الصحة الوطنية الأمريكية مبادرة الصحة النسائية (WHI) في عام 1991، وتشمل هذه المبادرة ثلاث تجارب سريرية علاجية، ودراسة رصدية واحدة. وقد أطلقت المبادرة لتعالج المشكلات الصحية التي تُعد مُسببًا رئيسيًا في الإصابة بالمرض وحدوث الوفيات لدى النساء بعد سن الإياس، لا سيما أن الغرض من تصميم التجارب المنضبطة المعشّاة وتمويلها هو علاج أمراض القلب والأوعية الدموية، والسرطان، وهشاشة العظام. وفي المجمل، سجلت مبادرة الصحة النسائية ما يزيد عن 160 ألف امرأة تعاني من سن الإياس، يتراوح أعمارهن ما بين 50 إلى 79 عام (أثناء وقت التسجيل في الدراسة) على مدار 15 عامًا، مما جعلها إحدى أكبر الدراسات الوقائية الأمريكية الفريدة من نوعها، حيث تغطيها ميزانية تصل إلى 625 مليون دولارًا أمريكيًا . وقد أحصى تحليل عام 2014 أن صافي العائد الاقتصادي على الاستثمار يبلغ 37.1 مليار دولارًا أمريكيًا ناتجًا عن الجزء الخاص بدراسة هرموني الاستروجين والبروجسترون فقط من التجربة، مما يُعد سببًا قويًا لاستمرار تلك الدراسات السكانية المتنوعة التي تمولها الدولة.